# Eureka O'Hara
David Huggard, plus connu sous le nom de scène Eureka! ou précédemment Eureka O'Hara, est une drag queen américaine principalement connue pour sa participation à la neuvième saison et à la dixième saison de RuPaul's Drag Race, ainsi qu'à la sixième saison de RuPaul's Drag Race All Stars.

## Jeunesse et éducation
Eureka naît le 26 août 1990 à Bristol, dans l'État du Tennessee, aux États-Unis. Il étudie à la East Tennessee State University.

## Carrière
David Huggard choisit le nom de scène Eureka O'Hara pour la similarité phonétique avec Ulrike, le prénom de sa mère, et le nom de famille du personnage de Scarlett O'Hara dans Autant en emporte le vent, Il cite Divine comme sa principale source d'inspiration.
Eureka! commence le transformisme dans la boîte de nuit New Beginnings de Johnson City. Sa drag mother est Jacqueline St. James. Avant de participer à RuPaul's Drag Race, Eureka! participe à des nombreux concours de beauté.
Le 2 février 2017, Eureka! est annoncée sous le nom de Eureka O'Hara comme l'une des quatorze candidates de la neuvième saison de RuPaul's Drag Race, où elle se place onzième à la suite de sa disqualification à cause d'une rupture de ligament croisé.
Le 22 février 2018, Eureka! est annoncée comme l'une des quatorze candidates de la dixième saison de RuPaul's Drag Race, qu'elle rejoint après sa physiothérapie, où elle se place seconde avec Kameron Michaels face à Aquaria.
Le 7 décembre 2018, elle apparaît dans le spin-off des fêtes de fin d'année RuPaul's Drag Race Holi-slay Spectacular, puis, le 28 février 2019, dans le premier épisode de la onzième saison de RuPaul's Drag Race.
Depuis le 23 avril 2020, elle présente avec Bob The Drag Queen et Shangela la série We're Here sur HBO.
Le 26 mai 2021, Eureka! est annoncée comme l'une des treize candidates de la sixième saison de RuPaul's Drag Race All Stars, où elle se place seconde avec Ginger Minj et Ra'Jah O'Hara face à Kylie Sonique Love.

## Vie privée
David Huggard s'identifie comme non-binaire après avoir vécu en tant que femme transgenre pendant cinq ans avant de détransitionner,.

## Filmographie
| Année | Titre                                    | Rôle             | Notes                                                                        | Réf.   |
| ----- | ---------------------------------------- | ---------------- | ---------------------------------------------------------------------------- | ------ |
| 2017  | RuPaul's Drag Race                       | Elle-même        | Saison 9 de RuPaul's Drag Race — Concurrente, 11e place                      | [ 2 ]  |
| 2017  | RuPaul's Drag Race: Untucked             | Elle-même        | Saison 9 de RuPaul's Drag Race — Concurrente, 11e place                      | [ 2 ]  |
| 2018  | RuPaul's Drag Race                       | Elle-même        | Saison 10 de RuPaul's Drag Race — Concurrente, seconde                       | [ 3 ]  |
| 2018  | RuPaul's Drag Race: Untucked             | Elle-même        | Saison 10 de RuPaul's Drag Race — Concurrente, seconde                       | [ 3 ]  |
| 2018  | RuPaul's Drag Race Holi-slay Spectacular | Elle-même        | Candidate                                                                    | [ 13 ] |
| 2019  | RuPaul's Drag Race                       | Elle-même        | Saison 11 de RuPaul's Drag Race — Invitée, épisode 1 : "Whatcha Unpackin'?"  | [ 14 ] |
| 2020  | AJ and the Queen                         | Elle-même        | Invitée                                                                      | [ 19 ] |
| 2020  | We're Here                               | Elle-même        | Présentatrice avec Bob The Drag Queen et Shangela                            | [ 15 ] |
| 2021  | RuPaul's Drag Race All Stars             | Elle-même        | Saison 6 de RuPaul's Drag Race All Stars — Concurrente, seconde              | [ 16 ] |
| 2021  | RuPaul's Drag Race All Stars: Untucked   | Elle-même        | Saison 6 de RuPaul's Drag Race All Stars — Concurrente, seconde              | [ 16 ] |
| 2021  | American Horror Story: Double Feature    | Crystal DeCanter | Saison 10, épisode 4                                                         |        |
| 2024  | Canada's Drag Race: Canada vs The World  | Elle-même        | Saison 2 de Canada's Drag Race : Canada vs The World — Concurrente, 6e place |        |